# Pozo Almonte
Pozo Almonte este un oraș și comună din provincia Tamarugal, regiunea Tarapacá, Chile, cu o populație de 11.465 locuitori (2012) și o suprafață de 13765,8 km2.